# Городельская уния
Городе́льская у́ния — договор между Королевством Польским и Великим княжеством Литовским, подписанный в Городло на реке Западный Буг (на территории современной Польши) 2 октября 1413 года. Всего в Городло было подписано четыре документа: акт польской шляхты о приёме литовских бояр в своё гербовое братство (акт об адопции), ответный акт литовских бояр и документ, излагавший условия унии и привилегии литовских бояр (так называемый Городельский привилей). Последний был издан совместно от лица великого князя литовского Витовта и короля польского Ягайло в двух экземплярах: по одному для каждой стороны.
Причиной подписания Городельской унии было стремление Витовта приобрести симпатии на Западе, а также лишить поддержки Западной Европы Тевтонский Орден. Это происходило с помощью укрепления положения римской католической церкви в обществе ВКЛ. Условиями подписания унии были: укрепление власти папы римского на территории ВКЛ и Витовт — единственный пожизненный правитель ВКЛ.
Историческим значением унии стало укрепление положения ВКЛ в Европе и поддержка ВКЛ после победы в Великой войне (1409-1411) со стороны папы римского. На счёт этой унии белорусские историки говорят: «Миндовг подал заявку о вхождении Литвы в Западную Европу, то Витовт выписал литовцам европейский паспорт».

## Значение
Подписанные акты регулировали отношения Великого княжества Литовского и Королевства Польского.
По сравнению с неясным термином «соединение (примыкание)», которым оперировал Кревский акт, «присоединение» означало очевидное подавление литовской государственности, а для высшего литовского дворянства, едва начавшего политически проявлять себя, это знаменовало включение его в польские сословные институты (подобной уступкой Польше пытались предохранить Жямайтию от претензий Тевтонского ордена).
Витовт признал верховную власть короля; часть вотчинных прав на Литву Ягайлы переходила польскому государству и титул верховного князя Литвы становился элементом польского королевского титула. Одновременно вводился наследственный институт великого князя литовского, что отменяло установленное Виленско-Радомским актом возобновление прямого правления польского короля после смерти Витовта.  Витовт занял первое место в коронном совете и стал вторым по значению лицом во властной системе соединённого государства.
Кроме того, в ВКЛ вводилось одинаковое с Польшей административное деление (в связи с чем учреждались должности виленских и трокских воевод и каштелянов); литовские бояре-католики получали права польской шляхты (правда, права польской шляхты получили исключительно литовцы, принявшие католицизм, западнорусская православная шляхта была поставлена в дискриминационное положение, а также польские гербы. Эти изменения затронули 47 родов. Общие шляхетские сеймы намечалось созывать в Люблине или в Парчеве.

## Список гербов
Бояре Великого княжества литовского, принявшие католицизм, получили права и привилегии польской шляхты, а также право использовать следующие польские гербы:
1. Абданк (пол. Awdaniec, Abdank)
2. Богория (пол. Bogoria)
3. Циолек (пол. Ciołek)
4. Дембно (пол. Dębno)
5. Долива (пол. Doliwa)
6. Доленга (пол. Dołęga)
7. Дрия (пол. Drya)
8. Дзялоша (пол. Działosza)
9. Геральт — Осморуг (пол. Gierałt — Osmoróg)
10. Годземба (пол. Godziemba)
11. Гриф (пол. Gryf)
12. Гримала (пол. Grzymała)
13. Янина (пол. Janina)
14. Ястржембец (пол. Jastrzębiec)
15. Елита (пол. Jelita)
16. Копач — Топач (пол. Kopacz — Topacz)
17. Корчак (пол. Korczak)
18. Кот морской (пол. Kot Morski)
19. Кушаба (пол. Kuszaba)
20. Лелива (пол. Leliwa)
21. Лис (пол. Lis)
22. Лабендзь (пол. Łabędź)
23. Лодзя (пол. Łodzia)
24. Любич (пол. Lubicz)
25. Наленч (пол. Nałęcz)
26. Новина (пол. Nowina)
27. Одровонж (пол. Odrowąż)
28. Огончик (пол. Ogończyk)
29. Окша (пол. Oksza)
30. Осория (пол. Ossoria)
31. Першала (пол. Pierzchała)
32. Побог (пол. Pobóg)
33. Помян (пол. Pomian)
34. Порай (пол. Poraj)
35. Пулкозиц (пол. Półkozic)
36. Равич (пол. Rawicz)
37. Роля (пол. Rola)
38. Сулима (пол. Sulima)
39. Сырокомля (пол. Syrokomla)
40. Шренява (пол. Szreniawa)
41. Свинка (пол. Świnka)
42. Топор (пол. Topór)
43. Трубы (пол. Trąby)
44. Тряска (пол. Trzaska)
45. Вадвич пол. Wadwicz
46. Венжик (пол. Wężyk)
47. Задора (пол. Zadora)
48. Заремба (пол. Zaremba)